# Агстев
Агстев или Акстафа (на арменски: Աղստև; на азербайджански: Ağstafaçay) е река в Армения и Азербайджан, десен приток на река Кура. Дължината ѝ е 133 km, а площта на водосборния басейн е 2589 km2. Името на реката произлиза от древноарменските думи аг – силен и стев – бурен поток, какъвто е през пролетта и есента.
Извира в северозападния склон на планината Тежлер в Армения. В горното си течение е маловодна, а коритото ѝ е тясно. Започва да се разширява при град Дилиджан. Основните ѝ притоци са Блдан, Сарнаджур, Воскепар, Гетик, Агдан и Гетик.
Средното количество на водния отток е 8,22 m3/s, а общата годишна сума му възлиза на 256 млн. m3.
По поречието на реката са разположени градовете Дилиджан, Иджеван, Казах и Акстафа.